# Jesse Alexander
Jesse Alexander (?, Santa Bárbara, Califórnia) é um roteirista e produtor de televisão estadunidense. Mais recentemente, um co-produtor executivo na série Heroes. Nascido em Santa Bárbara, Alexander estudou no Sarah Lawrence College e no AFI Conservatory. No primeiro, Alexander conheceu e se tornou amigo de J. J. Abrams, seu colaborador em muitos projetos, o principal deles em Lost.

## Filmografia

### Produtor
| Série                    | Função                |
| ------------------------ | --------------------- |
| Heroes                   | co-produtor executivo |
| Alias                    | produtor executivo    |
| Animated Alias: Tribunal | produtor executivo    |
| Lost                     | co-produtor executivo |

### Roteirista
| Série               | Função     |
| ------------------- | ---------- |
| Heroes              | escritor   |
| Alias               | escritor   |
| Eight Legged Freaks | roteirista |